# Pozzo dei Profeti

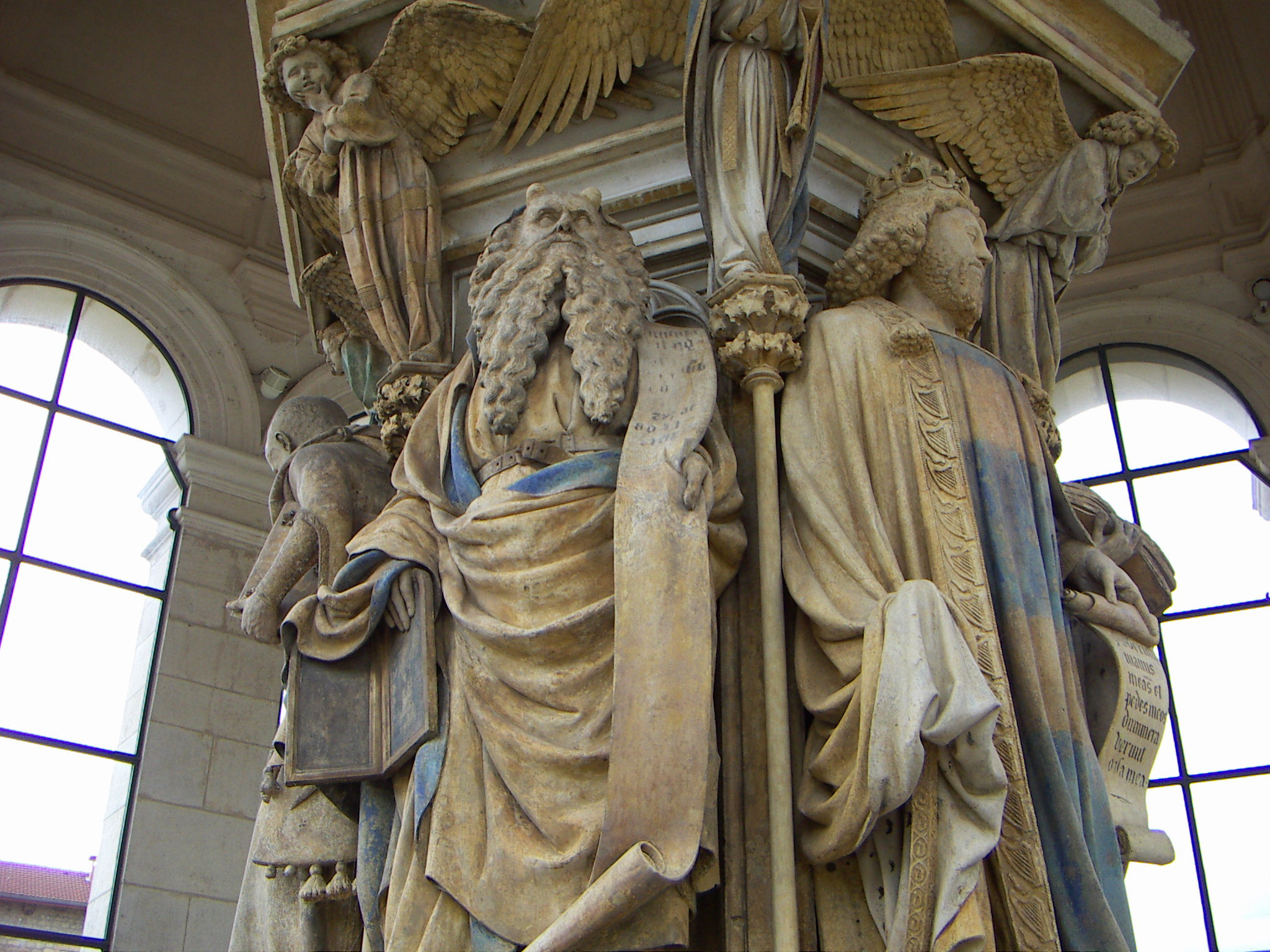
Il Pozzo dei Profeti, Mosè e Re David

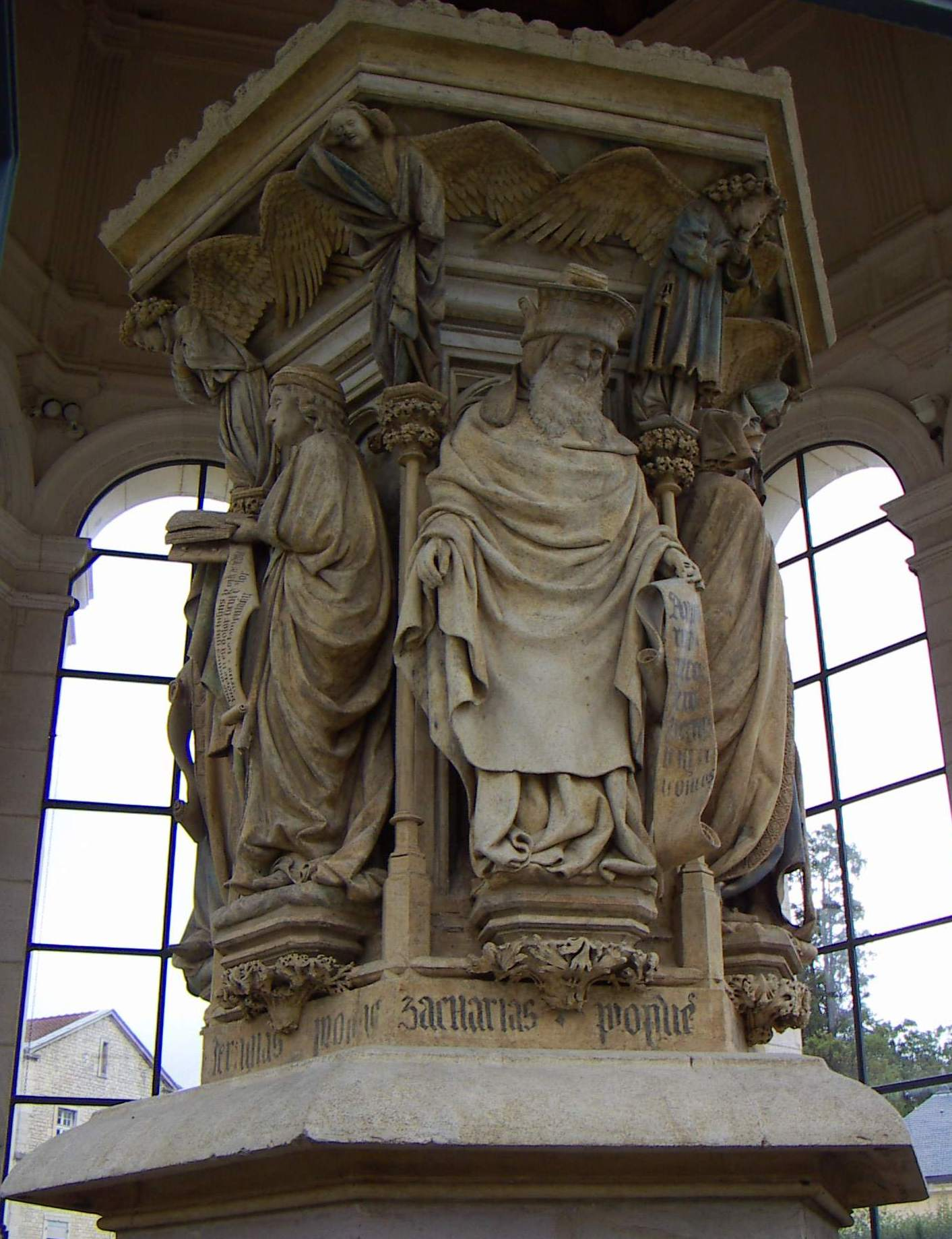
Pozzo dei Profeti, Zaccaria

Il Pozzo dei Profeti o di Mosè (in francese Puits de Moïse) è un complesso scultoreo tra i capolavori di Claus Sluter e della scultura tardo gotica europea in generale. Si trova nella Certosa di Champmol, presso Digione.

## Descrizione
Nel 1395 Claus Sluter tornò a Digione per eseguire un'enorme Crocefissione, commissionata dal duca Filippo l'Ardito per essere posta al centro del chiostro maggiore di Champmol; del complesso scultoreo, parzialmente demolito durante la Rivoluzione francese, sopravvive un pilastro esagonale – detto appunto il Pozzo dei Profeti, dal soggetto delle statue, o di Mosè, da quella più significativa – cui si appoggiano sei figure di profeti (Davide, Mosè, Geremia, Zaccaria, Daniele e Isaia) e altrettanti angeli. La scelta dei profeti era un modo per ribadire la concordanza tra Antico e Nuovo Testamento, sottolineando l'inevitabilità della sofferenza di Cristo.
Le statue sono caratterizzate da una salda volumetria e da straordinaria espressività. Ognuna ha caratteri individuali e partecipa con diverse espressioni al dramma della Passione che il complesso scultoreo inscenava. In quest'opera viene superato lo stile contemporaneo delle figure esili ed eleganti, creando personaggi dalla possente fisicità, saldamente disposti nello spazio tramite una piena consapevolezza del volume plastico. Grande espressività è data dagli effetti di chiaroscuro, mentre i dettagli sono tutti resi con la massima precisione e realismo: dai pesanti cinturoni in cuoio che reggono le vesti lanose, alle vene pulsanti sulla fronte del calvo Isaia. Ciascuna statua è inoltre caratterizzata da una profonda indagine psicologica.
Le figure degli angeli, afflitti e piangenti, contrastano con la solennità dei profeti sottostanti; essi sorreggono la cornice al di sopra della quale, forse tra la Vergine e san Giovanni, doveva ergersi la croce.
La policromia, in parte conservata, fu curata da Jean Malouel.

## Galleria d'immagini

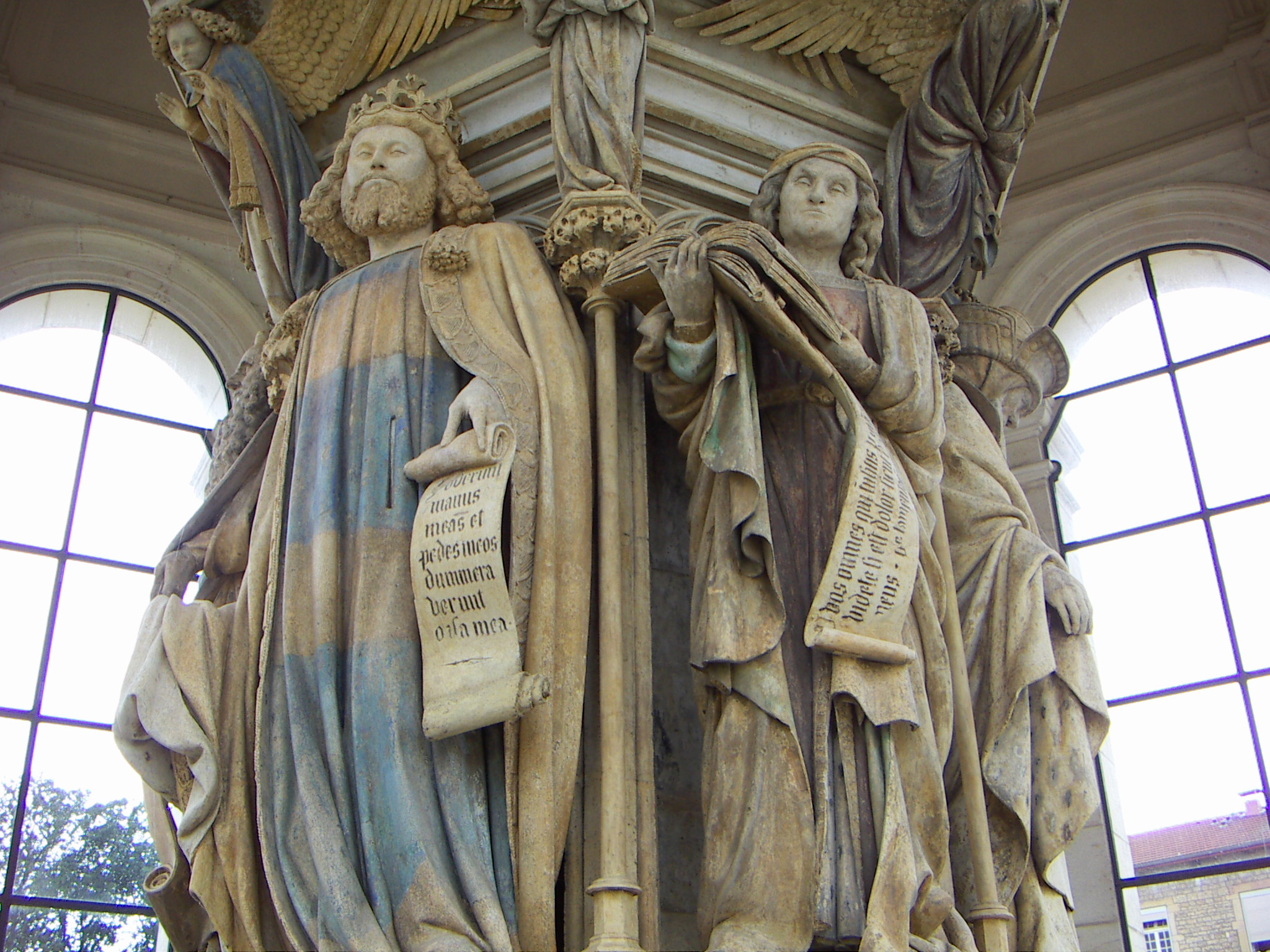
Re David e Geremia
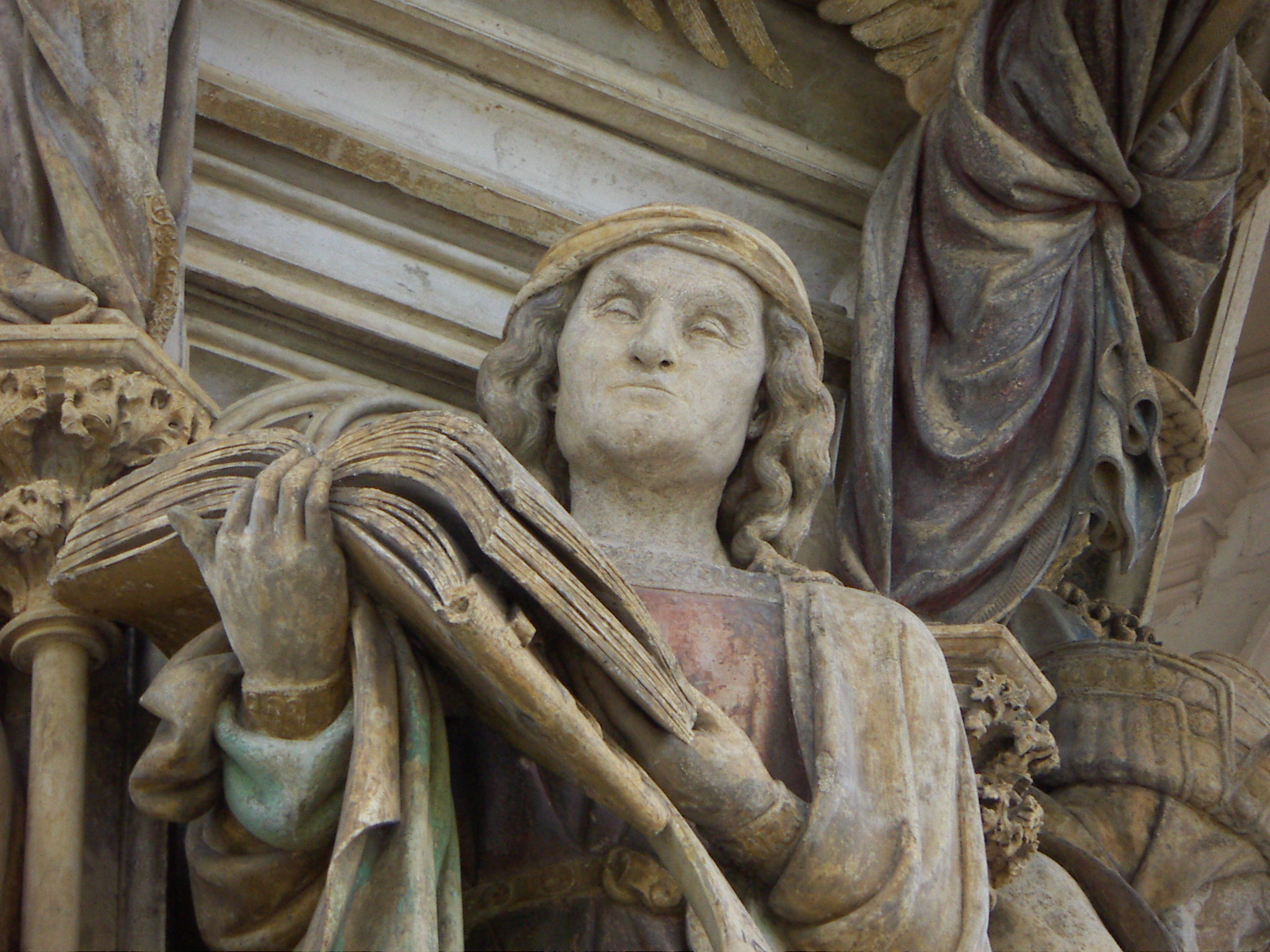
Geremia
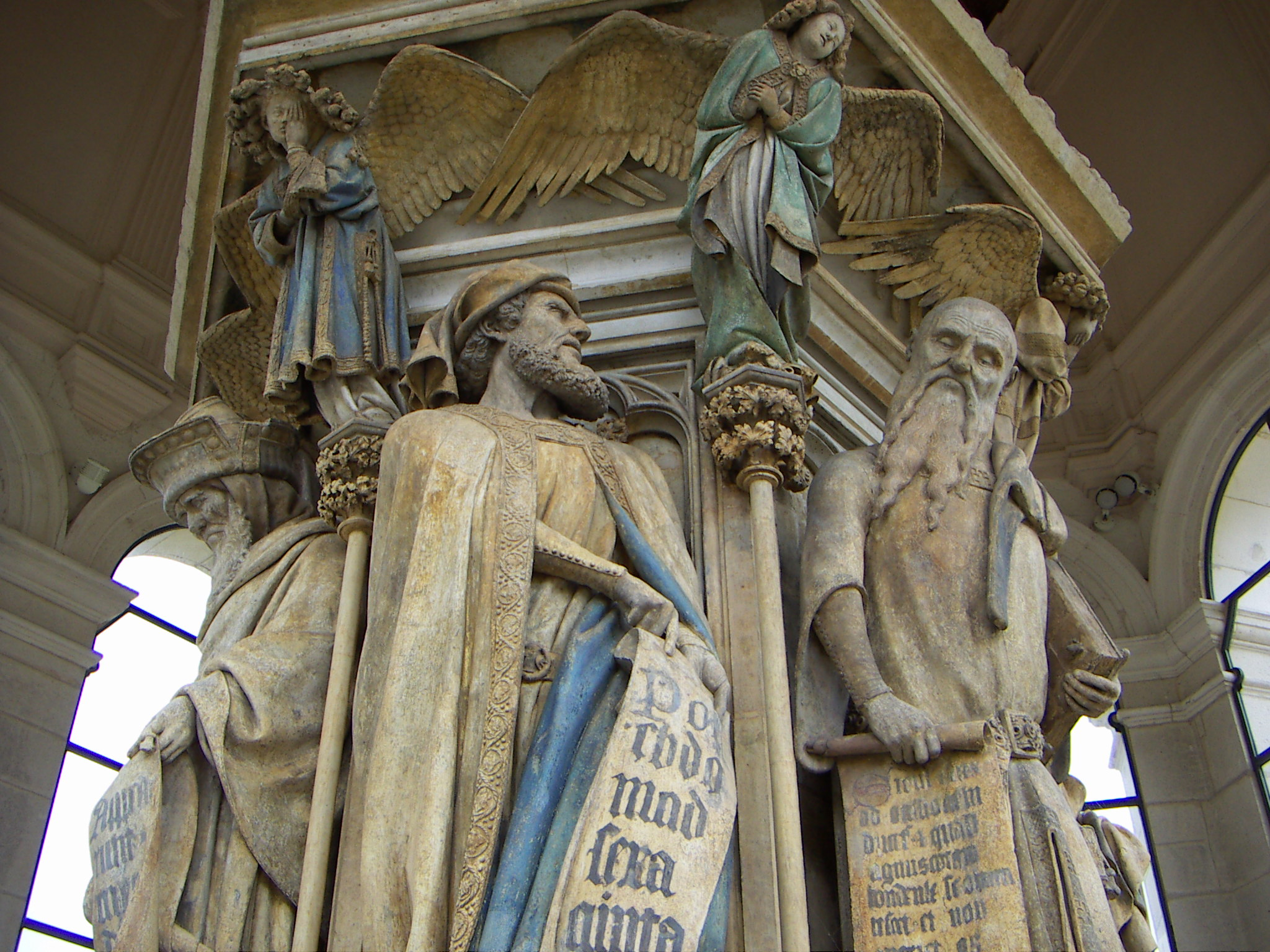
Daniele e Isaia
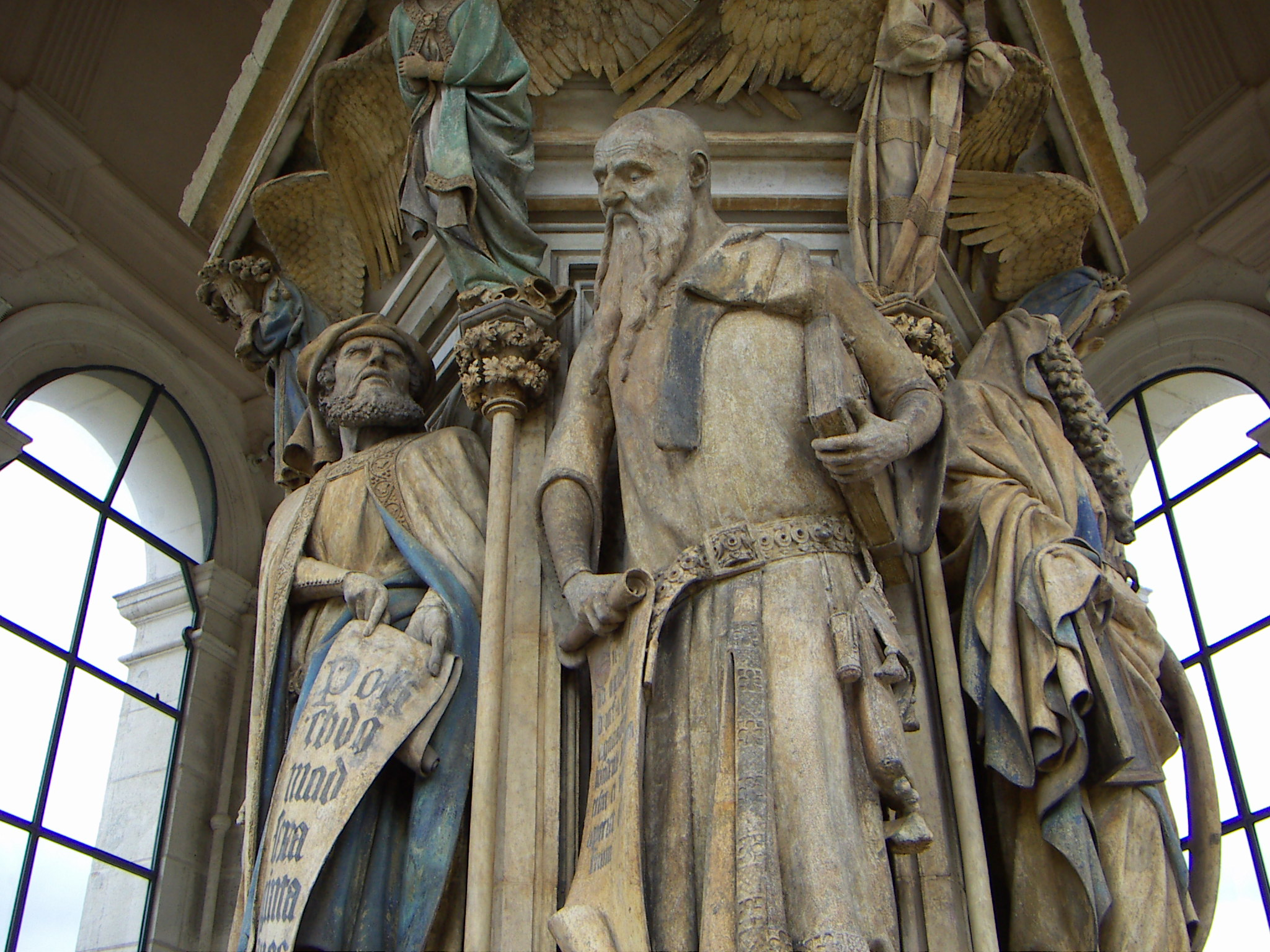
Daniele e Isaia
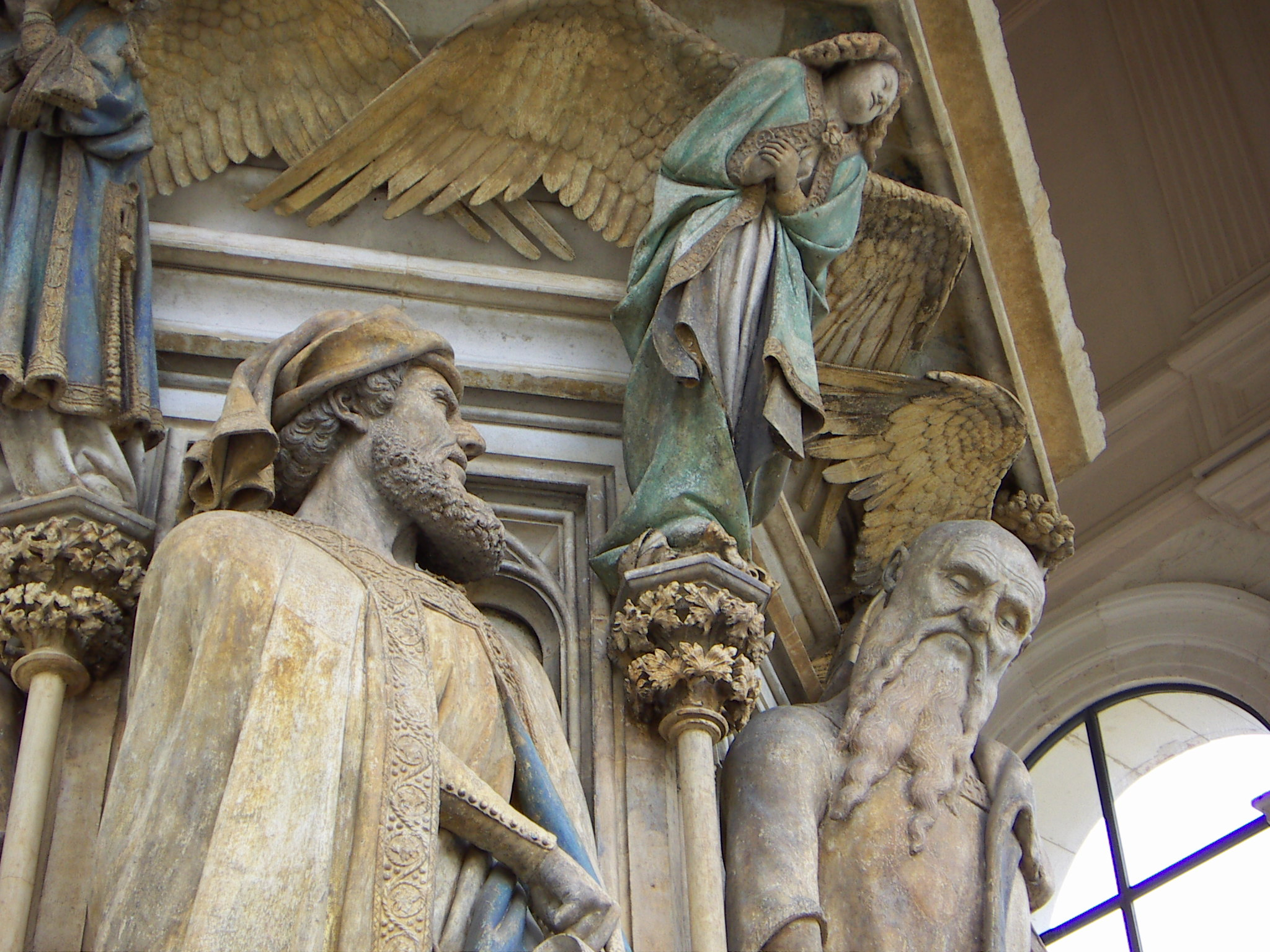
Daniele e Isaia
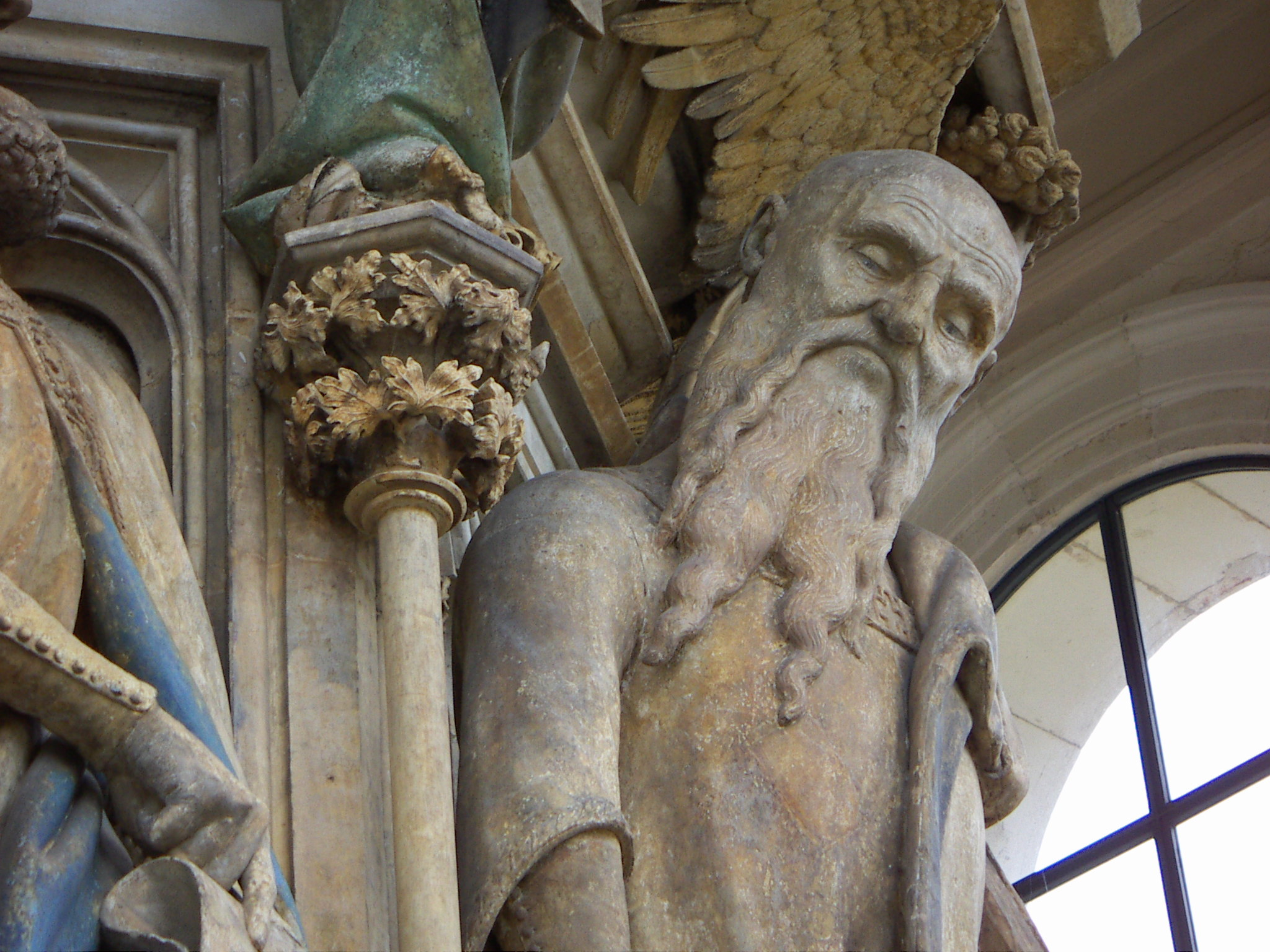
Isaia